# (11121) Malpighi
(11121) Malpighi (1996 RD1) – planetoida z pasa głównego asteroid okrążająca Słońce w ciągu 3,28 lat w średniej odległości 2,21 j.a. Odkryta 10 września 1996 roku.